# (2264) Sabrina
(2264) Sabrina ist ein Asteroid des Hauptgürtels, der am 16. Dezember 1979 vom amerikanischen Astronomen Edward L. G. Bowell an der Anderson Mesa Station (IAU Code 688) des Lowell-Observatoriums in Coconino County entdeckt wurde.
Benannt wurde der Asteroid nach der sagenhaften englischen Prinzessin Sabrina, der Tochter von König Locrine, die der Legende nach im Severn ertränkt wurde. Nach diesem Ereignis wurde der Fluss auf Lateinisch Sabrina benannt.